# Martina Alzini
Martina Alzini (Parabiago, 10 februari 1997) is een Italiaanse wielrenster die sinds 2022 voor de Franse wielerploeg Cofidis Women Team rijdt. Ze rijdt zowel op de weg als op de baan.

## Carrière
Alzini won bij de junioren op de baan al op jonge leeftijd meerdere medailles op de nationale kampioenschappen, EK en WK. Bij de beloften maakte ze meerdere jaren deel uit van de goud-winnende ploeg op de EK. Bij de elite won ze in 2019 haar eerste bronzen medaille op de EK die reed ze samen met Elisa Balsamo, Vittoria Guazzini en Letizia Paternoster. Datzelfde jaar won Alzini op hetzelfde onderdeel goud op de Europese Spelen 2019. In de jaren die volgden won ze bij de EK en WK het merendeel van haar medailles op de ploegenachtervolging. In 2025 won ze voor het eerst goud op de EK. De ploegenachtervolging reed ze met Chiara Consonni, Martina Fidanza en Guazzini. In 2021 nam ze op ditzelfde onderdeel deel aan de Olympische Zomerspelen, waar ze zesde werd.
Sinds 2016 rijdt Alzini bij verschillende wielerploegen. In 2022 behaalde ze haar eerste profzege door in de sprint om de vierde etappe in de Ronde van Normandië onder andere Femke Markus en Ally Wollaston te verslaan. Sinds 2022 rijdt ze bij het Franse Cofidis.

## Palmares

### Op de baan
| Jaar    | IK                                                           | EK                                                         | WK                                                        | Overige                                                                                          |
| Junior  | Junior                                                       | Junior                                                     | Junior                                                    | Junior                                                                                           |
| ------- | ------------------------------------------------------------ | ---------------------------------------------------------- | --------------------------------------------------------- | ------------------------------------------------------------------------------------------------ |
| 2014    | omnium · ploegenachtervolging · achtervolging · 500m tijdrit |                                                            | omnium · ploegenachtervolging                             |                                                                                                  |
| 2015    |                                                              | omnium                                                     |                                                           |                                                                                                  |
| Belofte |                                                              |                                                            |                                                           |                                                                                                  |
| 2016    |                                                              | ploegenachtervolging                                       |                                                           |                                                                                                  |
| 2017    |                                                              | Ploegenachtervolging                                       |                                                           |                                                                                                  |
| 2018    |                                                              | Ploegenachtervolging · achtervolging                       |                                                           |                                                                                                  |
| 2019    |                                                              | Ploegenachtervolging                                       |                                                           |                                                                                                  |
| Elite   |                                                              |                                                            |                                                           |                                                                                                  |
| 2016    | ploegenachtervolging · 7e scratch                            |                                                            |                                                           |                                                                                                  |
| 2017    |                                                              |                                                            |                                                           |                                                                                                  |
| 2018    |                                                              | 9e achtervolging                                           | 12e achtervolging                                         |                                                                                                  |
| 2019    |                                                              | ploegenachtervolging · 9e achtervolging                    | 5e ploegenachtervolging                                   | WB Hongkong: · ploegenachtervolging · Europese Spelen: · ploegenachtervolging · 5e achtervolging |
| 2020    | scratch                                                      | ploegenachtervolging · achtervolging                       | 7e ploegenachtervolging                                   |                                                                                                  |
| 2021    |                                                              | ploegenachtervolging · 4e achtervolging                    | ploegenachtervolging · 4e achtervolging                   | Olympische Spelen: 6e ploegenachtervolging                                                       |
| 2022    | achtervolging · puntenkoers · 5e scratch                     |                                                            |                                                           |                                                                                                  |
| 2023    | koppelkoers · puntenkoers · scratch · achtervolging · omnium | ploegenachtervolging · 6e achtervolging                    | 15e achtervolging                                         |                                                                                                  |
| 2024    |                                                              | 5e achtervolging                                           | ploegenachtervolging · 9e achtervolging · 14e puntenkoers |                                                                                                  |
| 2025    |                                                              | ploegenachtervolging · 12e achtervolging · 15e puntenkoers |                                                           |                                                                                                  |

### Op de weg
2022
4e etappe Ronde van Bretagne
2023
3e etappe Ronde van Normandië
2025
Egmont Cycling Race

#### Resultaten in voornaamste wedstrijden
| Jaar | Ronde van Italië | Ronde van Frankrijk | Ronde van Spanje |
| ---- | ---------------- | ------------------- | ---------------- |
| 2016 |                  |                     | 31e              |
| 2017 |                  |                     |                  |
| 2018 | opgave           |                     |                  |
| 2019 |                  |                     |                  |
| 2020 |                  |                     |                  |
| 2021 |                  |                     |                  |
| 2022 | 48e              | opgave              |                  |
| 2023 |                  | opgave              |                  |
| 2024 | opgave           | opgave              |                  |
| 2025 |                  |                     | 95e              |

| Jaar | Gent-Wevelgem | Ronde van Vlaanderen | Parijs-Roubaix | Dwars door Vlaanderen | Strade Bianche |
| ---- | ------------- | -------------------- | -------------- | --------------------- | -------------- |
| 2016 |               |                      |                |                       |                |
| 2017 |               |                      |                |                       |                |
| 2018 | opgave        | 58e                  |                | 18e                   |                |
| 2019 |               | opgave               |                | 53e                   |                |
| 2020 |               |                      |                |                       |                |
| 2021 |               |                      |                | opgave                |                |
| 2022 | opgave        |                      | 50e            | 66e                   |                |
| 2023 | opgave        | opgave               |                | 38e                   | buit.tijd      |
| 2024 |               | 75e                  |                | 41e                   |                |
| 2025 |               | opgave               | 95e            |                       |                |

## Ploegen
- 2016 –  Alé Cipollini
- 2017 –  Alé Cipollini
- 2018 –  Astana Women's Team
- 2019 –  Bigla Pro Cycling
- 2020 –  Équipe Paule Ka (tot 27 mei)
- 2020 –  Valcar-Travel & Service (vanaf 1 juni)
- 2021 –  Valcar-Travel & Service
- 2022 –  Cofidis
- 2023 –  Cofidis
- 2024 –  Cofidis
- 2025 –  Cofidis

Alzini · Bastianelli · Cauz · Cucinotta · Fahlin · Jasińska · Muccioli · Rossato · Santesteban · Skerritt · Tagliaferro · Trevisi
Alzini · Bastianelli · Ensing · Hosking · Kasper · Paladin · Santesteban · Stefani · Taylor · Trevisi · Tušlaitė · Vekemans
Alzini · Banks · Chabbey · Harvey · Leth · Norsgaard · Nosková · Sperotto · Thomas · Uttrup Ludwig · Wright
Alzini · Banks · Chabbey · Fisher-Black · Harvey · Koppenburg · Norsgaard · Nosková · Reusser · Sperotto · Stirnemann · Thomas · Wright